# Flagge Französisch-Polynesiens
Die Flagge Französisch-Polynesiens wurde am 23. November 1984 vom Parlament von Französisch-Polynesien angenommen.

## Beschreibung und Bedeutung
Auf der Flagge befinden sich oben und unten zwei schmale rote Bänder, den Mittelteil bildet ein breiteres weißes Band mit dem Wappen Französisch-Polynesiens. Auf dem Wappen befindet sich die Sonne, das Meer sowie ein einheimisches Doppelkanu mit fünf Figuren. Die Figuren stellen die einzelnen Archipele dieser Inselgruppe dar. Das Seitenverhältnis beträgt 2:3.

## Rechtlicher Status der Flagge
Am 4. Dezember 1985 verfügte die Territorialregierung per Dekret, dass die Flagge Französisch-Polynesiens neben der Flagge Frankreichs und den Regionalflaggen gesetzt werden darf. Laut dem Gesetz von 1996 darf sie nur gemeinsam mit der Flagge Frankreichs gezeigt werden. Schiffe, die auf Französisch-Polynesien registriert sind, müssen die Flagge Frankreichs setzen.

Seeflagge Frankreichs
Wappen Französisch-Polynesiens

## Geschichte

Königreich Tahiti, 1829–1842
Huahine, 1847–1889
Raiatea, 1847–1880
Französisches Protektorat der Gesellschaftsinseln, 1843–1880

## Flaggen der Archipele und Inseln
| Flagge | Archipel            | Anmerkungen |
| ------ | ------------------- | --- |
|        | Bora Bora           | Drei rote und zwei weiße Streifen. |
|        | Gambierinseln       | Die vier blauen Sterne stehen für die Inseln Mangareva, Taravai, Aukena und Akamaru, der mittlere weiße Stern für die kleine isolierte Insel Temoe. Der blaue Streifen symbolisiert den Ozean, die weißen Streifen stehen für Reinheit und die Missionierung der Inselgruppe. |
|        | Tuamotu-Archipel    | Die sechzehn Sterne in der Flagge Tuamotus stehen nicht für eben so viele Inseln, sondern für die sechzehn Gemeinden des Archipels. |
|        | Marquesasinseln     | Die dreifarbige inoffizielle Flagge der Marquesasinseln wird mit und ohne dem einheimischen Tiki-Symbol gehisst. |
|        | Australinseln       | Emblem der Flagge ist ein Penu umgeben von fünf blauen Sternen, die für die fünf Hauptinseln dieses Archipels stehen. Die roten Streifen erinnern an die Zugehörigkeit zu Französisch-Polynesien.                                                                             |
|        | Gesellschaftsinseln | Die Flagge der Gesellschaftsinseln entspricht der Flagge Französisch-Polynesiens. |
|        | Rurutu              | Die Flagge der zu den Australinseln gehörenden Insel ähnelt der historischen Flagge von 1858–1889. |

## Politische Flaggen

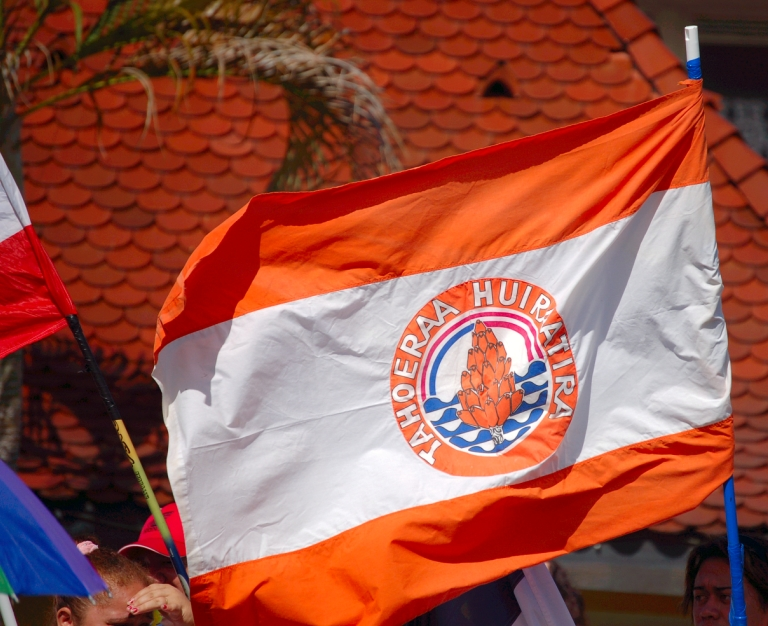
Tāhōʻēraʻa huiraʻatira
Maohi Nui (Unabhängigkeitsbewegung)